# Marshall Manesh
Marshall Manesh (Mashhad, 16 augustus 1950) is een Iraans/Amerikaans acteur.

## Biografie
Manesh werd geboren in Iran en verloor zijn vader al op jonge leeftijd, hij werd opgevoed door zijn moeder. In de jaren zeventig verhuisde hij naar Amerika waar hij lid werd van een theatergroep en trad op in Amerika, Canada en Europa. Later begon hij met acteren voor televisie en in films.

## Filmografie

### Films
Selectie:
- 2012 Seeking a Friend for the End of the World – als Indiaanse man
- 2009 Year One – als slavenhandelaar
- 2008 The Onion Movie – als omroeper
- 2007 Pirates of the Caribbean: At World's End – als Sumbhajee
- 2006 Jane Doe: Yes, I Remember It Well – als winkeleigenaar
- 2005 The Poseidon Adventure – als Jordanese generaal
- 2004 Surviving Christmas – als loodgieter
- 2004 Raise Your Voice – als taxichauffeur
- 2004 Hidalgo – als kameel viller
- 2002 Showtime – als winkeleigenaar
- 1998 The Big Lebowski – als dokter
- 1994 True Lies – als Jamal Khaled

### Televisieseries
Uitgezonderd eenmalige gastrollen.
- 2016 Cooper Barrett's Guide to Surviving Life - als Virgil - 4 afl.
- 2015 The Brink - als Rafiq Massoud sr. - 5 afl.
- 2005 – 2014 How I Met Your Mother – als Ranjit Singh – 21 afl.
- 2008 Valentine – als Anil Jahrvi – 2 afl.
- 2007 Andy Barker, P.I. – als Wally – 6 afl.
- 2004 – 2006 Boston Legal – als George Keene – 2 afl.
- 2004 Scrubs – als dr. Akbar – 2 afl.
- 1999 – 2003 Will & Grace – als mr. Zamir – 7 afl.
- 2000 City of Angels – als Khalil Chaudry - 2 afl.

- Gemeinsame Normdatei: 1242053808
- International Standard Name Identifier: 0000 0004 5098 6154
- Library of Congress Control Number: no2015089046
- Nationale Bibliotheek van Israël: 987007449680505171
- Virtual International Authority File: 316745552
- WorldCat: E39PBJw4BkVRykyCbMwpKtx7HC